# Chimie atmosphérique
La chimie atmosphérique est une branche des sciences de l'atmosphère étudiant la chimie de l'atmosphère terrestre et des autres planètes. Il s'agit d'un champ de recherche pluridisciplinaire impliquant entre autres la chimie environnementale, la physique, la météorologie, la modélisation informatique, l'océanographie, la géologie et la volcanologie. Son champ de recherche est à l'heure actuelle de plus en plus rapproché à celui de la climatologie.
La composition et la chimie de l'atmosphère sont importantes pour de nombreuses raisons, la principale étant les interactions entre l'atmosphère et les organismes vivants. La composition de l'atmosphère de la Terre change du fait de processus naturels comme les émissions volcaniques, la foudre, ou encore le bombardement de particules venant de la couronne solaire. Elle change également du fait de l'activité humaine, et certains de ces changements sont nocifs pour la santé humaine, les cultures et les écosystèmes. Parmi les problèmes abordés par la chimie atmosphérique, on compte les pluies acides, la destruction de la couche d'ozone, le smog photochimique, les gaz à effet de serre et le réchauffement climatique.

## Description
Les observations, les mesures en laboratoire et la modélisation sont les trois éléments centraux de la chimie atmosphérique. Les progrès de la chimie atmosphérique sont souvent dictés par les interactions entre ces composants qui forment un tout intégré. Par exemple, les observations peuvent nous indiquer qu’il existe plus d’un composé chimique qu’on ne le pensait auparavant. Cela stimulera de nouvelles études de modélisation et de laboratoire, ce qui augmentera notre compréhension scientifique à un point tel que les observations peuvent être expliquées.

### Étude de la composition

Proportion actuelle des gaz atmosphériques (moyennes variant régionalement et saisonnièrement).

Les observations de routine de la composition chimique de l’atmosphère nous renseignent sur les changements de la composition atmosphérique au fil du temps. Un exemple important est la courbe de Keeling — une série de mesures de 1958 à nos jours qui montrent une augmentation constante de la concentration de dioxyde de carbone. Les observations sont effectuées dans des observatoires tels que celui de Mauna Loa et sur des plates-formes mobiles telles que des aéronefs, des navires et des ballons-sondes. Les observations de la composition de l'atmosphère sont de plus en plus effectuées par des satellites dotés d'instruments importants tels que GOME et MOPITT, qui donnent une image globale de la pollution atmosphérique et de la chimie.
Les observations de surface ont l'avantage de fournir des enregistrements à long terme avec une résolution temporelle élevée, mais sont limitées dans l'espace vertical et horizontal à partir duquel elles fournissent des observations. Certains instruments basés sur la surface, par exemple le lidar, peuvent fournir des profils verticaux de concentration de composés chimiques et d'aérosols, mais restent limités dans leur couverture horizontale. De nombreuses observations sont disponibles en ligne dans les bases de données d'observation de la chimie atmosphérique.

### Expériences en laboratoire
Les expériences effectuées en laboratoire sont essentielles à la compréhension des sources et des puits de polluants et de composés naturels. Elles sont effectuées dans des environnements contrôlés permettant l’évaluation individuelle de réactions chimiques spécifiques ou l’évaluation des propriétés d’un constituant atmosphérique donné. Les types d’analyses qui présentent un intérêt incluent à la fois les réactions en phase gazeuse et les réactions hétérogènes pertinentes pour la formation et la croissance des aérosols. L’étude de la photochimie atmosphérique, qui quantifie le taux de division des molécules par la lumière solaire et les produits qui en résultent, revêt également une grande importance. De plus, des données thermodynamiques telles que les coefficients de la loi de Henry peuvent également être obtenues.

### Modélisation
Afin de synthétiser et de tester la compréhension théorique de la chimie atmosphérique, des modèles informatiques (tels que des modèles de transport chimique) sont utilisés. Les modèles numériques résolvent les équations différentielles régissant les concentrations de produits chimiques dans l'atmosphère. Ils peuvent être très simples ou très compliqués. Un compromis courant dans les modèles numériques réside entre le nombre de composés chimiques et de réactions chimiques modélisés par rapport à la représentation du transport et du mélange dans l'atmosphère.
Par exemple, un modèle boîte pourrait inclure des centaines, voire des milliers de réactions chimiques, mais ne présenterait qu'une représentation très grossière du mélange dans l'atmosphère. En revanche, les modèles 3D représentent de nombreux processus physiques de l'atmosphère, mais en raison des contraintes imposées aux ressources informatiques, le nombre de réactions et de composés chimiques est bien moindre. Les modèles peuvent être utilisés pour interpréter les observations, tester la compréhension des réactions chimiques et prévoir les futures concentrations de composés chimiques dans l'atmosphère. Une tendance importante à l'heure actuelle est que les modules de chimie atmosphérique deviennent une partie des modèles de système terrestre dans lesquels les liens entre le climat, la composition de l'atmosphère et la biosphère peuvent être étudiés.
Certains modèles sont construits par des générateurs de code automatiques (par exemple, Autochem ou KPP). Dans cette approche, un ensemble de constituants est choisi et le générateur de code automatique sélectionnera ensuite les réactions impliquant ces constituants dans un ensemble de bases de données de réactions. Une fois que les réactions ont été choisies, les équations différentielles ordinaires (EDO) décrivant leur évolution dans le temps peuvent être automatiquement construites.